# Joseph O'Connor (pallanuotista)
Joseph A. O'Connor (2 giugno 1904 – Dublino, 8 gennaio 1982) è stato un pallanuotista irlandese.
Ha fatto parte dell'Irlanda, che ha partecipato, nel torneo di pallanuoto, ai Giochi di Amsterdam 1928, assieme al fratello Michael.
Era il cognato del cavaliere olimpico Jack Lewis.